# Azidocillin
Az azidocillin légzőrendszeri, emésztőrendszeri, húgyúti fertőzések és agyhártyagyulladás elleni antibiotikum. Escherichia coli, Proteus mirabilis(en), Enterococcus(en), Shigella, Salmonella typhosa és más  szalmonella, β-laktamáz enzimet előállító  Neisseria gonorrhoeae, Haemophilus influenzae(en), Staphylococcus és Streptococcus ellen használatos.

## Hatásmód
A baktérium sejtfalában található egyik fehérjéhez kötődik, és megakadályozza a sejtfalépítés harmadik és utolsó fázisát. A baktériumot ezután a saját sejtfalában található enzimek pusztítják el.

## Adagolás
Naponta kétszer 750 mg szájon át.

## Fizikai/kémiai tulajdonságok
Fehér színű kristályos anyag.

## Készítmények
A nemzetközi gyógyszerkereskedelemben:
- InfectoBicillin H
- Longatren
- Syncillin

Magyarországon nincs forgalomban.